# Никол Станкулова
Никол Станкулова е български модел и ТВ водеща. С професионален опит в Канал 1, ММ, Sportal TV, Нова телевизия.

## Ранни години
Станкулова е родена на 8 август 1988 г. в София. Тя е единственото дете в семейството на полицая от 3-то РПУ Николай Станкулов и следователката от СДВР Елена Станкулова. На 6 години печели първия си конкурс за красота, а на 7 е вече водеща на предаване по държавната телевизия. Като малка разпределя свободното си време между тренировките по художествена гимнастика, плуване, балет, пиано, математика и подготовката на уроците за училище и позирането за модни списания.
Завършва Софийската математическа гимназия, а паралелно с нея и Първа английска езикова гимназия като частен ученик. Като студентка записва Финанси в УНСС.

## Кариера в телевизията
Опитът от БНТ я отвежда в предаването „Искам“ по ММ. В същото време е и манекенка в „Ивет фешън“. До април 2008 г. е водеща на предаването „Големият въпрос“ по Нова телевизия, след което води новините на Sportal.bg и Profit.bg. По-късно работи в „На кафе“. През юни 2010 г. попада в сутрешния блок на Нова телевизия – „Здравей, България“, където представя синоптичната прогноза за времето.
През 2012 г. влиза в къщата на VIP Brother, където стига до финала на 17 ноември заедно с Орлин Павлов, Димитър Ковачев – Фънки, Къци Вапцаров и Благой Иванов – Багата. Излиза като 4-та от общо петима останали финалисти.
През 2014 г. озвучава в „Рио 2“, записан в Доли Медия Студио.
От септември 2020 г. до август 2021 г. е панелист в предаването На кафе.